# George Wallace
George Corley Wallace (Clio, 25 agosto 1919 – Montgomery, 13 settembre 1998) è stato un politico statunitense, in quattro occasioni governatore dell'Alabama.
Definito dai suoi biografi Dan T. Carter e Stephan Lesher, «il perdente più influente del XX secolo», partecipò a quattro elezioni presidenziali, in cui per tre volte (1964, 1972 e 1976) si presentò senza successo alle primarie del Partito Democratico, e per una, nel 1968, come candidato indipendente, non avendo ottenuto l'investitura democratica.
Esponente dei democratici del profondo Sud, storicamente avversi a modernizzare la società post-schiavista, e del Partito Indipendente Americano, fu noto soprattutto per il suo sostegno populista alla segregazione razziale durante il periodo delle lotte per i diritti civili degli afroamericani, convinzioni che avrebbe in seguito pubblicamente rinnegato.

## Biografia

### Famiglia e studi
George Wallace nacque a Clio, in Alabama. Laureatosi in giurisprudenza nel 1942, fu arruolato nell'Aeronautica militare e partecipò alla guerra del Pacifico durante la seconda guerra mondiale. Sergente, prestò servizio agli ordini del generale Curtis LeMay, suo futuro candidato alla vicepresidenza nel 1968. Fu in quest'epoca che rischiò di morire a causa di una meningite spinale che lo avrebbe parzialmente privato dell'udito e gli avrebbe lasciato gravi postumi neurologici.

### Inizi della carriera politica
Nel maggio 1946 fu eletto alla Camera dei rappresentanti dell'Alabama. All'epoca era un progressista liberale del Partito Democratico. Alla convenzione democratica del 1948, benché contrario al programma di diritti civili del presidente Harry S. Truman, rifiutò di partecipare alla scissione di Strom Thurmond e dei Dixiecrats, che per gli stessi motivi uscirono dal partito (nel 1963 si sarebbe scusato per non aver sostenuto Thurmond).
Nel 1953 venne eletto giudice del terzo circondario, facendosi la fama di liberale e guadagnandosi il nomignolo di «il piccolo giudice combattente» (the fightin' lil' judge), in riferimento alla sua passione per la boxe praticata in gioventù. Nel 1958 si presentò per la carica di governatore dell'Alabama, sostenuto dalla NAACP, l'organizzazione per l'avanzamento delle persone di colore, ma fu battuto alle primarie democratiche da John Patterson, essendo quest'ultimo sostenuto dal Ku Klux Klan. A quell'epoca, le primarie democratiche costituivano la vera elezione del governatore, a causa della mancanza di un'opposizione credibile al momento delle elezioni generali.
Wallace, rimasto scottato dalla sua sconfitta, adottò allora una linea dura sulla segregazione razziale e cominciò a corteggiare il voto dei bianchi più razzisti. Quando un sostenitore gli chiese perché avesse cominciato a usare messaggi razzisti, Wallace replicò: «Sa, ho cercato di parlare di buone letture e di buone scuole e di queste cose che sono state parte della mia carriera, e nessuno ascoltava. Poi ho cominciato a parlare di negri, e si sono messi a battere i piedi sul pavimento».

### Governatore dell'Alabama (1963-1967)
Nel 1962 Wallace fu eletto per i democratici governatore dell'Alabama da un'ondata di voti, con un programma ultrasegregazionista e antifederale, illustrato anche nel suo famoso discorso d'insediamento, avvenuto nel gennaio 1963.

### Contro la desegregazione all'università

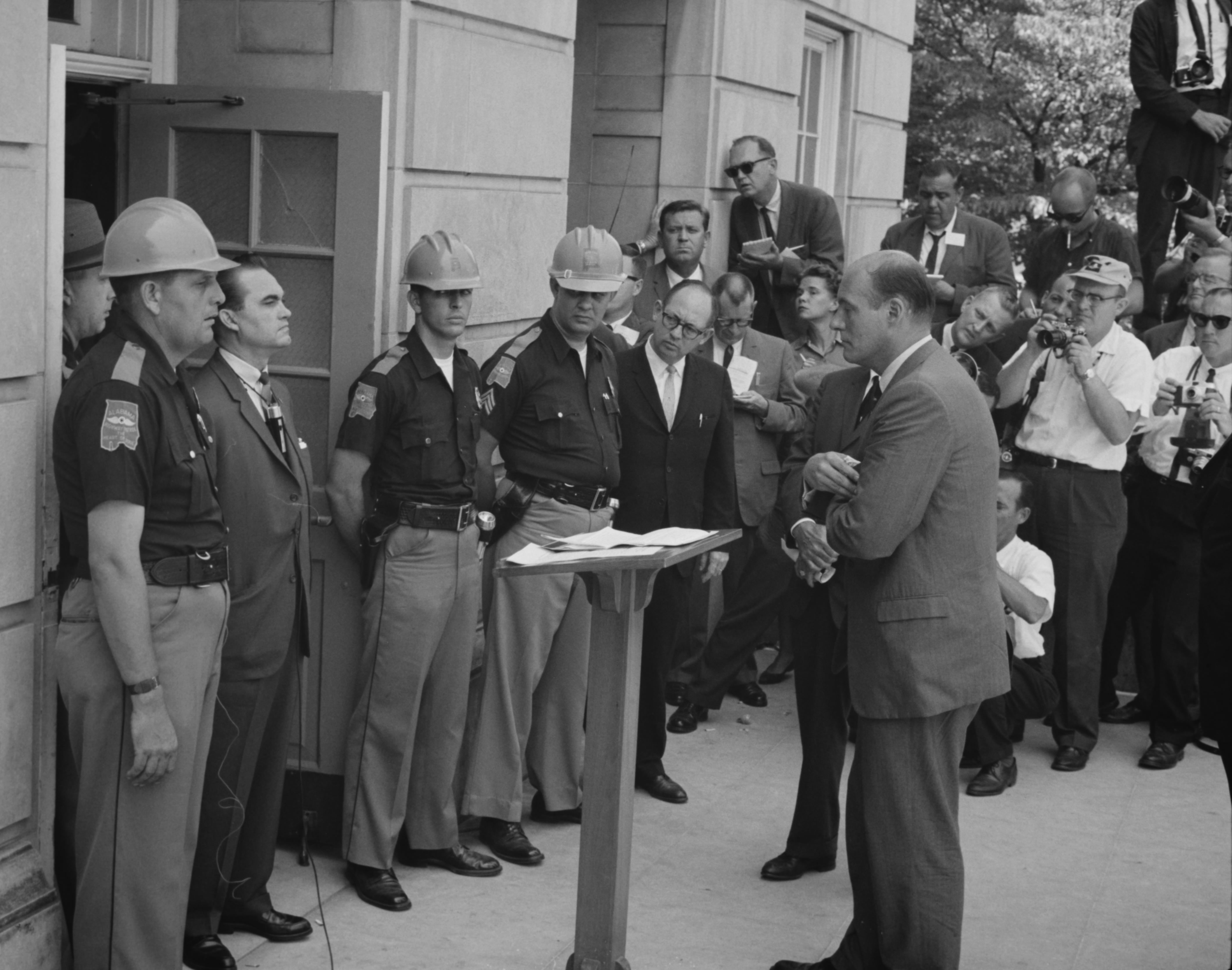
George Wallace (davanti alla porta) mentre sfida la desegregazione dell'Università dell'Alabama nel giugno 1963

L'11 giugno 1963, con i suoi sostenitori, si presentò davanti all'Università dell'Alabama per impedire la desegregazione dell'istituto e l'entrata ai corsi dei primi due studenti neri, Vivian Malone Jones e James Hood, che erano scortati e protetti dalla Guardia Nazionale, dal marshal federale e dal procuratore dello Stato. I due allievi sarebbero entrati nell'università tra le urla della folla.
Un analogo tentativo di Wallace d'impedire l'iscrizione di quattro studenti neri in quattro diverse scuole elementari ad Huntsville nel settembre 1963, fu bloccato dall'intervento di un tribunale federale di Birmingham, consentendo ai quattro bambini di entrare, per la prima volta in Alabama, in una scuola integrata.
In quello stesso anno un attentato mortale colpì una chiesa battista di Birmingham, uccidendo quattro bambine nere. Wallace fu ritenuto responsabile dell'atmosfera di odio che regnava nello Stato e Martin Luther King lo chiamò in causa personalmente, accusandolo di avere le mani sporche del sangue di quelle bimbe.

### Ambizione presidenziale nel 1964
Nel 1964, a dispetto dell'immagine discussa che dava dell'Alabama, si presentò alle primarie dei democratici al momento delle elezioni presidenziali. Era allora il principale concorrente del presidente Lyndon Johnson in campo democratico e riportò alle primarie alcuni successi in vari Stati anche non del sud, come il Wisconsin, il Maryland e l'Indiana, con un terzo dei voti espressi in suo favore.

### Il governatore per procura (1967-1968)
Poiché la costituzione dell'Alabama gli impediva di presentarsi per un nuovo mandato, George Wallace fece presentare sua moglie, Lurleen Wallace, alla carica di governatore. Così, quando la moglie vinse le elezioni del 1966, egli continuò di fatto a esercitare i poteri di governatore. Nel 1968, però, Lurleen morì di cancro mentre era ancora in carica, e di conseguenza il suo posto fu preso dal vice-governatore, Albert Brewer.

### Candidato dell'American Independent Party (1968)
Nel 1968 Wallace decise di ripresentarsi alle presidenziali, ma rifiutò di passare per le primarie democratiche sapendo che gli sarebbero state sfavorevoli. Si presentò allora come candidato del nuovo Partito Indipendente Americano (American Independent Party, AIP), con Curtis LeMay come compagno di lista alla carica di vicepresidente. Le discusse posizioni di quest'ultimo a favore dell'armamento nucleare, tuttavia, gli alienarono il sostegno di molti elettori. Wallace dovette anche difendersi dalle accuse di molti giornali di aver ricevuto l'appoggio di alcuni gruppi razzisti ed estremisti.
Wallace sperava di ricevere abbastanza voti per impedire al candidato di uno dei due grandi partiti di avere la maggioranza assoluta dei grandi elettori e obbligare quindi a ricorrere a un voto della Camera dei Rappresentanti degli Stati Uniti. Sperava in tal modo che al Congresso il Sud avrebbe ottenuto concessioni sufficienti al punto che si potesse rimettere in discussione la politica federale favorevole alla desegregazione in cambio dell'elezione di uno dei candidati. Al momento delle elezioni Wallace giunse a ottenere la maggioranza nei cinque Stati del Sud, risultando l'ultimo candidato "indipendente" capace di ottenere grandi elettori; ciononostante, Richard Nixon fu eletto con la maggioranza assoluta dei voti dei grandi elettori.

### Nuovamente governatore dell'Alabama (1971-1979)
Nel 1970 George Wallace fu di nuovo eletto governatore dell'Alabama contro il governatore democratico uscente Albert Brewer, sostenuto dal presidente Richard Nixon. A quell'epoca, George Wallace era la settima personalità più ammirata dagli Americani appena davanti a papa Paolo VI.

### Candidato alle elezioni presidenziali del 1972
Nel 1972 fu di nuovo candidato alle elezioni presidenziali e accettò di partecipare alle primarie democratiche dove ebbe come avversario in particolare George McGovern e Hubert Humphrey. Alle primarie della Florida, Wallace riportò il 42% dei voti e la totalità delle contee dello Stato. Nel corso della campagna, sostenne, non senza contraddizioni, di non essere più a favore della segregazione, e di essere sempre stato un moderato. Tuttavia, si opponeva alla politica di desegregazione degli autobus.

### L'attentato
Ma in Maryland, in piena campagna nella contea di Laurel, fu vittima di un tentativo di assassinio. Arthur Herman Bremer gli sparò addosso quattro colpi, senza però ucciderlo e ferendo insieme a lui altre tre persone. L'inchiesta avrebbe dimostrato che le motivazioni di Bremer non erano politiche e che era solamente in cerca di notorietà. Il tentativo di assassinio lasciò Wallace paralizzato. In quell'occasione fu oggetto di un moto generale di simpatia in tutto il paese, che contribuì a fargli vincere le primarie del Maryland, del Michigan, del Tennessee e della Carolina del Nord. Avrebbe tuttavia dovuto inchinarsi davanti al progressista George McGovern.
Il vice governatore, Jere Beasley, lo rimpiazzò durante la convalescenza, dal 5 giugno al 7 luglio 1972. Nell'estate 1972 George Wallace intervenne in sedia a rotelle alla convention democratica che ebbe luogo a Miami. McGovern sarebbe stato battuto in novembre dal presidente Nixon, vincitore in 49 dei 50 Stati. Nel 1974 Wallace fu rieletto governatore (essendo stata nel frattempo modificata la costituzione dello Stato).

### Candidato alle elezioni presidenziali del 1976
Nel novembre 1975 Wallace si presentò una nuova volta alla presidenza e partecipò alle primarie democratiche. La sua salute incerta e il suo handicap non gli permisero però di riportare sufficienti voti e, dopo parecchi fallimenti negli Stati del Sud davanti al governatore della Georgia, Jimmy Carter, rinunciò, finendo per appoggiare la candidatura di Carter.

### Il «cristiano rinato»
Alla fine degli anni settanta, Wallace divenne un «cristiano rinato» (a Born-Again Christian), cioè un cristiano che «rinasce» alla fede. Chiese perdono per aver sostenuto la segregazione ai dirigenti neri delle organizzazioni dei diritti civili e dichiarò allora di ricercare l'amore e il perdono.

### Governatore dell'Alabama (1983-1987)
Fu sotto il suo ultimo mandato da governatore dell'Alabama che numerosi neri accedettero a cariche di alta responsabilità nell'amministrazione dello Stato. Wallace vinse l'elezione a governatore contro le previsioni generali, che davano per favorito il candidato repubblicano, Emory Folmar, sindaco di Montgomery. Nella sua carriera, ottenne quattro mandati governativi nell'arco di tre decenni, per un totale di 16 anni di permanenza in carica.

### Ultimi anni
Si ritirò dalla vita politica nel 1987 a causa di problemi di salute, che condizionarono pesantemente i suoi ultimi anni. George Wallace morì nel 1998 a Montgomery, a causa di uno shock settico subentrato in seguito a un'infezione batterica.

### Matrimoni
Dopo la morte di sua moglie Lurleen Burns (dalla quale aveva avuto quattro figli) nel 1968, George Wallace si risposò due volte. Nel 1971 sposò Cornelia Ellis Snively, nipote dell'ex governatore James Folsom ("Big Jim"); i due divorziarono nel 1978. Nel 1981 Wallace sposò Lisa Taylor, dalla quale si sarebbe separato nel 1987.

## Citazioni
George Wallace rimane famoso anche per alcune frasi a effetto che pronunciò durante la sua lunga carriera politica. Ecco alcune delle più conosciute:
(George Wallace - discorso d'inaugurazione del suo primo mandato di governatore dell'Alabama nel 1963)
(Dichiarazione di George Wallace nel 1963 dopo l'attentato omicida di Birmingham)
(George Wallace rivolgendosi agli Hippie durante la campagna presidenziale del 1968)
(George Wallace rivolgendosi agli Hippie durante la campagna presidenziale del 1968)
(George Wallace durante la campagna presidenziale del 1968)
(George Wallace durante la candidatura indipendente alla campagna per le elezioni del 1968, riferendosi a Richard Nixon e Hubert Humphrey.)

## Influenza nella cultura di massa
- Alla vita di Wallace è ispirato un film omonimo del 1997, George Wallace.
- Il politico viene inoltre citato in alcune scene del film Forrest Gump e in All the Way.
- Nel film del 2014 Selma - La strada per la libertà, George Wallace, interpretato dall'attore Tim Roth, viene presentato come principale antagonista della pellicola.
- Alla figura di Wallace sono dedicati diversi brani del concept album Southern Rock Opera del gruppo southern rock Drive-By Truckers.
- Un riferimento a Wallace è presente anche nella canzone Sweet Home Alabama dei Lynyrd Skynyrd, nella terza strofa, in cui ci si riferisce col termine di governatore.
- Nell'opera ucronistica 22.11.63 di Stephen King, George Wallace vince le elezioni del 1968, dopo il secondo mandato di John F. Kennedy, dando inizio ad una sorta di terza guerra mondiale.